# VFW・フォッカー H-3
VFW・フォッカー H-3 スプリンター
展示されているVFW H-3
- 用途：回転翼実験機
- 製造者：VFW-フォッカー
- 初飛行：H-2：1969年春、H-3：1971年3月15日
- 生産数：2機 (他に構造破壊試験用が 1機)
- 運用状況：試作のみ

VFW・フォッカー H-3 スプリンター（VFW-Fokker H3 Sprinter）は、 西ドイツで設計、製造された単発発動機の冷風チップジェット機構による回転翼機の実験機である。
VFW・フォッカー社により1968年から1969年に掛けて「D-9543」と「D-9544」の機体記号を持つ2機が製造された。
冷風チップジェット（ コールドサイクル式 ）駆動によるヘリコプターの系列で最初を目指して2機のH-3が短期間の間、試験飛行したが、冷風チップジェットによるローター推進方式はこの規模
( 全長 7.37 m 、最大離陸重量 968 kg ) の回転翼航空機には不適当（大きすぎる）であることが分かった。
改良型の H-4 が設計されたが、製造はされなかった。
代わりに、H-3 の主回転翼（メインローター）の直径を 0.6 m だけ拡大し、降着装置と尾部、さらに尾部と胴体をつなぐテイルブームを小改修した H-5 が1機、試作された。

## 製作
「VFW・フォッカー H-3 スプリンター」の胴体は、キャビン、降着装置、発動機架の構造体を支持するアルミニウム合金耐荷重竜骨を基礎として、その周囲に構築された。 
乗客室（ キャビン  ）外皮はガラス繊維強化プラスチック  ( GFRP , Glass-Fiber-Reinforced Plastics )の積層で製作された。
H-3、そしてその小改修型であるH-5 には、いかなる油圧による操縦操作の補助装置も備えつけられず、各々の舵、回転翼の操作、後に機体側面に後付けされた「ダグテッド・プロペラ」の操作さえも人力で行われた。

## 駆動機構の特徴と H-2 試験機
H-3 スプリンター の特徴は、冷風チップジェットスター (コールドサイクル式チップジェット)による チップジェット駆動機構を搭載した駆動概念の実証にあった。
この目的のために、アリソン 250-C18 フリー・ターボシャフトエンジンが胴体内部に単発で備えつけられ、発動機は遠心式圧縮機を軸馬力にて機械的に回転駆動させ、軽量金属管(中空金属パイプ)の駆動軸と短い"可撓性の接続管" (フレキシブルシャフト)を介して回転翼の基部軸の周りに配置された圧縮空気分配器と散布口〔ディフューザー〕に圧縮空気を導いた。 
かなりの後（1972年）になって、当初の設計に製図されていた胴体の両側面のダグテッド・プロペラへの駆動力を伝達するため、後付けで当時の最高水準かつ最先端のギヤボックスに、2つの傘歯車（ベベルギア）および曲がり歯傘歯車（スパイラル・ベベルギア）を利用して胴体内の単発発動機アリソン 250-C18 ターボシャフトエンジンから伝達する機構、遠心式圧縮機またはダグテッド・プロペラへの動力を切り替えるための遠心式圧縮機の駆動軸上のブレーキが装備された。
この圧縮空気回転翼の羽根の先端部分配器と散布口〔ディフューザー〕の回転部分は、回転翼基部内の挟み部品により保持された。
固定された空気分配管の摺動面は、従来の回転翼制御の斜板（スワッシュプレート）を導いた。
圧縮空気分配器（ ディフューザー ）から、3本の可撓性接続管 (フレキシブルホース) を用いて圧縮空気を回転翼の羽根の先端部に供給した。 
冷たい圧縮空気は回転翼羽根の端に流れ込み、ベルヌーイの定理により噴出速度を高める形状である溝状の噴射口 （コンバージェント・ノズル）により偏向の後に噴出され、大気中に拡散した。 
この駆動概念は動力および駆動機構の試験機 VFW H-2 （ 機体記号：D-HIBY ）の試験飛行で確認された。 
この機体はX-25 (航空機)の民間機型ベンソン B-8 (Bensen B-8) オートジャイロ から取外した、72 軸馬力の マカロック (McCulloch) 水平対向 4気筒 4318A レシプロエンジンを搭載した。

VFW・フォッカー H-2
ビュッケブルク (Bückeburg ) ヘリコプター博物館での冷風チップジェット機構の試験機 VFW H-2
- 製造者：

推進のために2基のダクテッドファン型式のプロペラ(ダクテッド・プロペラ)が胴体の各々の側面に設けられた。
これは、可変式の差動装置および駆動軸(シャフト)によって駆動された。
ダクテッド・プロペラは、風車状態からおよそ２秒で全力回転まで移行可能だった。 
空中静止（ホバリング）中の安定性は、主にH-3のダクテッド・プロペラの羽根の蝶番（ちょうつがい）の推進派力の中立相殺を維持する水平位置(ヒンジ・オフセット)への移動、羽根の迎え角度、羽根の回転数 (羽根の角速度)、主回転翼の円板積載荷重、総重量と大量の慣性作用(モーメント)に影響を受けた。 

## 地上試験と問題点
計画の早い段階で、H3 は幾つかの試験課程を受けた。
大規模な回転翼の羽根（ブレード）疲労試験で羽根内部の温度と圧力周期（サイクル）をシミュレートしようと試みた。 
試験装置は完全に自動化され、5分ごとに温度と圧力が増加し、ブレードが振動する前に45秒間安定した。
H3の唯一の2機の試作機は、1968年に製造されていたが、最初の飛試験の前にかなりの回数券の振動揺れ試験が行われていた。 
洗練された試験装置は、周波数に依存しない一定の力で回転翼の基部を励起した。 
地上試験ではまた、機体が回転翼の高速回転速度領域 (おおむね毎分430回転以上)で、一定の機械的な不安定性を有することを示した。

## 初飛行
H-3 の機体は1968年に完成し、ワイヤーにて地上に繋止された試験飛行は1969年に行われた。
しかし、試験中に2基のダクテッド・プロペラはまだ取り付けられていなかった。
繋留を解かれた真の初飛行(完全な自由飛行)は1971年3月15日を待たねばならなかった。しかし、試験中に2基のダクテッド・プロペラはまだ取り付けられていなかった。
当初の設計仕様である2基のダクテッドファプロペラを胴体の両側面に装備した完全な完成型は、翌1972年以降の飛行計画まで遅れた。 
主回転翼自体は、垂直離着陸と空中静止(ホバリング)段階の間だけ駆動された。 
それ以外の場合はヘリコプターは主回転翼をオートローテーション状態とする、ジャイロコプター として機能した。 
このため、一般には複合ヘリコプターと解釈されていたが、巡航時に回転翼は駆動されず、気流により自転(オートローテーション) するだけであるので、実質は、跳躍離陸（ジャンプ・テイクオフ） を冷風式チップジェットで賄う複合オートジャイロでしか無かった。
しかし空中静止(ホバリング)は冷風式チップジェットを機能させることで短時間の間だけ空中静止を実行可能であったので、その意味では限定的な複合ヘリコプターであるといえた。
こうして、H-3 は主回転翼の回転駆動に伴う反作用(トルク)を生じないので、これを打ち消す尾部回転翼(テールローター)を必要としなかった。
代わりにある程度の前進速度がある状況での安定を確保するために V字型の尾翼 (「蝶尾翼」とも呼称する )が導入されていた。

## H-5 の試作
H-3 の主回転翼（メインローター）の直径を 0.6 m だけ拡大し、降着装置と尾部、さらに尾部と胴体をつなぐテイルブームを小改修した小規模な発展型である H-5 が1機、試作された。
乗客室(キャビン)は左側が乗降扉を大きく解放可能とされ、左側の乗客用の座席は折り畳み可能で、1床〔 患者
1名分 〕の担架を収容する状態を選択できた。

## 発展型の計画
実際に製作された、H-2 , H-3 , H-5 以外にも多くの派生型が計画された。
- H4 は実際に主回転翼の羽根を折り畳み可能な機構を組み込んだ。 [1]
- H9 は、15.2 m の主回転翼の直径と約22,500 kg (22.5 t) の最大離陸重量を備えたはるかに大きな複合ヘリコプターシステムだった。[1]
- H7 は新しい乗客数 (5名から8名)乗客複合システムでなければならなかった。

基本的に全くの新規な設計である H7 は、改良された H5 の飛行制御機構を流用するとともに、 H5の乗客区画(キャビンコンポーネント)を使用することだった。 製造は開始されたが、VFWとフォッカーの合併に伴い完成しないまま放棄された。
- H-8 は、H-7 の洗練された軍用型で、軽・武装ヘリコプターを目指していた。[1]
- H-9 は、H-7 の成功を前提とした、遥かに大型化された機体規模だった。H-8 と同様に軽・武装護衛ヘリコプターとしての機能を目指していた。[1]

しかし、既に明らかになったように、VFWとフォッカーの合併に伴い、1972年に、これまでの試験飛行に加えて、さらなる開発の全てが中止された。

## 展示されている機体
H-3は、わずか3機の試作機が生産された。 
1機は飛行することなく負荷試験で破壊され、他の2機（ 機体記号 D-9543 と D-9544 ）は、2機共に現存し、「D-9543」機は現在ビュッケブルクのヘリコプター博物館（Hubschrauber Museum）に展示され、もう1機 ( 機体記号 D-9544 )はドイツ国内の個人コレクションに所蔵されマイナーツハーゲンの小飛行場(独: "Flugplatz Meinerzhagen")にあり、動態保存を目指して細々と個人規模での動態復元（ レストア ）が続けられている。。
VFW・フォッカー H-3 スプリンター
- 製造者：

## 要目
1. Jane's Pocket Book of Research and Experimental Aircraft, 1976.[6]
2. VFW H-3 "Sprinter" helicopter - development history, photos, technical data[3]

- 定員：3名
- 乗員：1名
- 乗客：2名
- 全長：7.37 m (24 ft 2.2 5 in)
- 全幅：不明 (輪間距離に準じるものと推定される)
- 全高：2.50 m
- 輪間：2,00 m
- 最遠軸距：	2,28 m
- 空虚重量：495 kg
- 有効搭載量：燃料250 kg 搭載状態で、270 kg (595 lb)
- 最大離陸重量：968 kg (2,134 lb)
- 主回転翼構成：3枚羽根、全関節型
- 主回転翼直径：8.70 m (28 ft 6.52 in)
- 主回転翼・旋回円板面積：60 m2 [3]
- 主回転翼円板荷重：15.7kg/m2
- 翼型（NACA airfoil）：アメリカ航空諮問委員会（NACA） 23015翼型
- 主回転翼の回転数：280〜480回転/分
- 発動機：1 × アリソン 250-C18 ターボシャフトエンジン 294 kW（400 WPS [7]）
- 最高速度：300 km/h (186 mph)
- 最大巡航速度：250 km/h (155 mph)
- 通常巡航速度：242 km/h (150 mph)[3]
- 初期上昇率：2m/秒
- 巡航高度：4,000 m (13,120 ft)
- 航続時間：約2時間
- 航続距離：500 km